# Heiligendorf
Heiligendorf è una frazione (Ortsteil) della città di Wolfsburg, nel land della Bassa Sassonia, in Germania.

## Storia
Già comune autonomo nel circondario di Gifhorn, fu soppresso e incorporato a Wolfsburg il 1º luglio 1972.